# Drunk
Drunk (englisch für betrunken) ist ein Lied des britischen Singer-Songwriters Ed Sheeran. Es ist auf seinem Album + enthalten und wurde erstmals am 17. Februar 2012 veröffentlicht. Musik und Text stammen von Jake Gosling (auch alleiniger Produzent des Lieds) und Sheeran. Im Text geht es um eine Beziehung Sheerans, die beendet wird, weil er sich nicht ändern will. Deswegen sieht er das Trinken als einzigen Ausweg, um darüber hinwegzukommen. Remixe wurden unter anderem von Doctor P, Basto (unter dem Namen Lazy Jay) und Rudimental angefertigt.

## Musikvideo
Es wurden zwei Musikvideos produziert: Ein inoffizielles, zusammengeschnitten und produziert von Murray Cummings, welches überwiegend Ausschnitte aus Videos seiner Auftritte enthält, und das offizielle. Dieses wurde von Sheeran selber gedreht. Auch seine Freundin Nina Nesbitt hat im Video Auftritte. Am Anfang des Videos sieht man ihn, wie er nach Hause kommt, sich neben seine Katze setzt und eine Dose Bier öffnet. Die Katze redet mit ihm. Sheeran guckt auf sein Handy, in der ihm seine Freundin „I don’t want to see you anymore“ geschrieben hat. Seine Katze sagt ihm, er solle sie vergessen. Er geht auf eine Party und betrinkt sich dort weiter. Seine Katze ist bei ihm. Er wird mit ihr aus dem Club geworfen, feiert mit einer anderen Frau und der Katze jedoch zuhause weiter. Am Ende des Videos sieht man ihn, seine Katze und die Bierdose in derselben Situation wie am Beginn des Videos. Beide Videos wurden am 20. Januar 2012 auf Sheerans offiziellem YouTube-Kanal veröffentlicht.

## Kritik
Drunk bekam unterschiedliche Kritiken. Dara Hickey von Unreality Shout vergab beispielsweise nur , während Robert Copsey von Digital Spy meinte, dass Sheeran einen Weg gefunden hätte, Lieder mit Text, in dem es um Frauen geht, mit Spaß zu produzieren, was das Musikvideo beweisen würde. Er vergab .

## Kommerzieller Erfolg

### Chartplatzierungen
Der Song erreichte Platz neun der australischen Charts, Platz sieben in Irland, Platz 23 in Neuseeland, Platz 13 in Schottland, Platz 43 in der Slowakei und Platz neun der britischen Charts. In Australien und Neuseeland blieb man dabei zehn, in Großbritannien 27 Wochen in den Charts.
| ChartsChartplatzierungen     | Höchstplatzierung | Wochen |
| ---------------------------- | ----------------- | ------ |
| Vereinigtes Königreich (OCC) | 9 (27 Wo.)        | 27     |

| ChartsJahrescharts (2012)    | Platzierung |
| ---------------------------- | ----------- |
| Vereinigtes Königreich (OCC) | 71          |

### Auszeichnungen für Musikverkäufe
| Land/Region                  | Auszeichnungen für Musikverkäufe (Land/Region, Auszeichnung, Verkäufe) | Verkäufe  |
| ---------------------------- | ---------------------------------------------------------------------- | --------- |
| Australien (ARIA)            | 2× Platin                                                              | 140.000   |
| Kanada (MC)                  | Platin                                                                 | 80.000    |
| Neuseeland (RMNZ)            | Platin                                                                 | 15.000    |
| Vereinigte Staaten (RIAA)    | Gold                                                                   | 500.000   |
| Vereinigtes Königreich (BPI) | Platin                                                                 | 600.000   |
| Insgesamt                    | 1× Gold · 5× Platin ·                                                  | 1.335.000 |

Hauptartikel: Ed Sheeran/Auszeichnungen für Musikverkäufe

### Auszeichnungen für Musikstreaming
| Land/Region     | Auszeichnungen für Musikverkäufe (Land/Region, Auszeichnung, Verkäufe) | Verkäufe |
| --------------- | ---------------------------------------------------------------------- | -------- |
| Dänemark (IFPI) | Gold                                                                   | 450.000  |
| Insgesamt       | 1× Gold ·                                                              | 450.000  |

Hauptartikel: Ed Sheeran/Auszeichnungen für Musikverkäufe